# Giantco
Giantco är en koncern som tillverkar mopeder. 
De har sitt huvudkontor i Hongkong, tillverkningen sker i provinsen Guangdong.
Sedan 5 år tillbaka har man satsat mycket på att exportera sina produkter till olika länder runt om i världen. Exporten har ökat till Europa och nu levererar Giantco sina produkter till ett 10-tal länder i Europa. År 2007 lanserar Giantco för första gången sina produkter i Sverige. Försäljningen sker via internet och i butik.